# Parc Nacional del Cap Agulhas
El Parc Nacional d'Agulhas és un parc nacional de Sud-àfrica situada a la plana d'Agulhas a la regió Overberg al sud de la Província Occidental del Cap, a uns 200 quilòmetres al sud-est de la Ciutat del Cap. El parc s'allarga per la plana costanera entre les localitats de Gansbaai i Struisbaai, i inclou l'extrem sud d'Àfrica al Cap Agulhas. Des del gener del 2009 cobreix una àrea de 20.959 hectàrees.